# Marais de Geloi
 (janvier 2023).
La mise en forme du texte ne suit pas les recommandations de Wikipédia : il faut le « wikifier ».
Les points d'amélioration suivants sont les cas les plus fréquents. Le détail des points à revoir est peut-être précisé sur la page de discussion.
- Les titres sont pré-formatés par le logiciel. Ils ne sont ni en capitales, ni en gras.
- Le texte ne doit pas être écrit en capitales (les noms de famille non plus), ni en gras, ni en italique, ni en « petit »…
- Le gras n'est utilisé que pour surligner le titre de l'article dans l'introduction, une seule fois.
- L'italique est rarement utilisé : mots en langue étrangère, titres d'œuvres, noms de bateaux, etc.
- Les citations ne sont pas en italique mais en corps de texte normal. Elles sont entourées par des guillemets français : « et ».
- Les listes à puces sont à éviter, des paragraphes rédigés étant largement préférés. Les tableaux sont à réserver à la présentation de données structurées (résultats, etc.).
- Les appels de note de bas de page (petits chiffres en exposant, introduits par l'outil «  Source ») sont à placer entre la fin de phrase et le point final[comme ça].
- Les liens internes (vers d'autres articles de Wikipédia) sont à choisir avec parcimonie. Créez des liens vers des articles approfondissant le sujet. Les termes génériques sans rapport avec le sujet sont à éviter, ainsi que les répétitions de liens vers un même terme.
- Les liens externes sont à placer uniquement dans une section « Liens externes », à la fin de l'article. Ces liens sont à choisir avec parcimonie suivant les règles définies. Si un lien sert de source à l'article, son insertion dans le texte est à faire par les notes de bas de page.
- La présentation des références doit suivre les conventions bibliographiques. Il est recommandé d'utiliser les modèles {{Ouvrage}}, {{Chapitre}}, {{Article}}, {{Lien web}} et/ou {{Bibliographie}}. Le mode d'édition visuel peut mettre en forme automatiquement les références.
- Insérer une infobox (cadre d'informations à droite) n'est pas obligatoire pour parachever la mise en page.

Pour une aide détaillée, merci de consulter Aide:Wikification.
Si vous pensez que ces points ont été résolus, vous pouvez retirer ce bandeau et améliorer la mise en forme d'un autre article.
Le Marais de Geloi est une zone naturelle protégée privée fondée en 2017, située sur le territoire de la municipalité de Gela dans la province de Caltanissetta (Sicile).

## Histoire
En 2017, l'organisation non gouvernementale Stiftung Pro ArtenvieLFalt (Pro Biodiversity Foundation) a lancé un projet de protection et de préservation de la nature, en collaboration avec l'association locale de bénévoles Centre d'éducation environnemental CEA ODV, siégé à Niscemi. Le donateur le plus important, après le donateur allemand, est la fondation sœur et homonyme de Suisse, qui soutient le projet principalement avec des prêts obtenus auprès de donateurs privés .

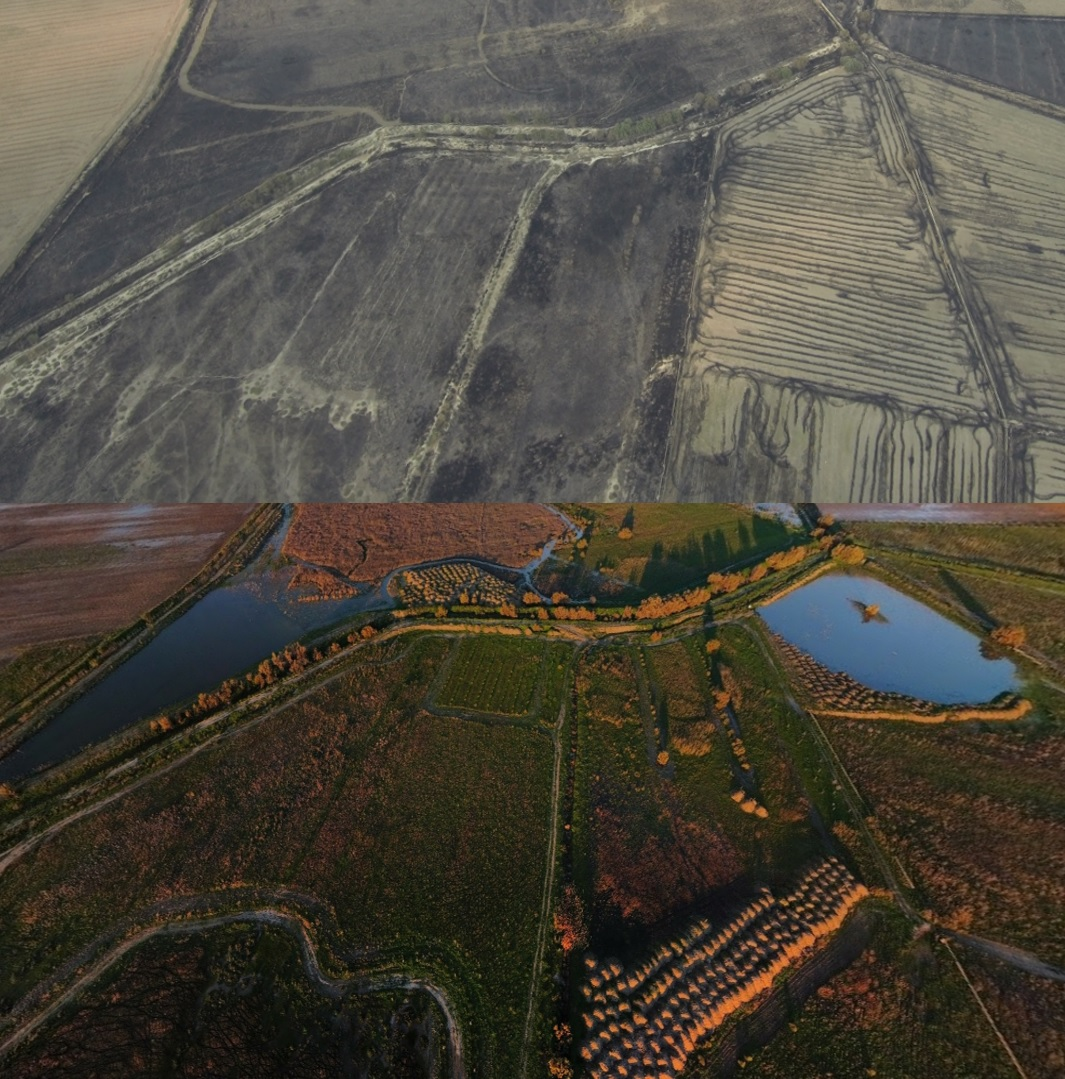
Vue d'ensemble de Geloi avant le projet, en haut (septembre 2017) et même cliché en octobre 2020, en bas.

Le projet consiste à restaurer une zone humide pour la conservation et la protection des oiseaux sauvages et, en particulier, des oiseaux migrateurs.  En outre, les objectifs stratégiques incluent la création d'une zone tampon autour des marais, dans laquelle des formes de coopération locale basées sur une agriculture éthique, biologique et respectueuse de l'environnement sont encouragées.
Son objectif le plus sociétal et le plus anticipant est de « devenir rempart de la légalité et un modèle vertueux de lutte contre la désertification, vise à la possibilité de construire un avenir économique et écologique d'une manière différente du modèle industriel. »

## Territoire
Geloi est situé dans la plaine Piana di Gela, partie intégrante de la zone de protection spéciale ITA050012 Torre Manfria, Biviere di Gela, Piana di Gela et zone marine en face, établie conformément à la directive Oiseaux (2009/147/CE). La Piana di Gela est une plaine alluviale côtière post-Holocène, formée par la rivière Gela et ses affluents Maroglio et Cimia. Elle s’étend au nord avec la plaine de Catane et sépare les monts Hybléens des Monts Héréens, formant le golfe de Gela au sud.
Geloi Wetland est le nom original du projet : le Centre d'éducation environnementale a décidé de combiner le terme anglais désignant « zone humide » (Wetland) et Geloi, l'ancienne dénomination de la région, telle qu'elle apparaissait dans l'Énéide de Virgile.

## Faune
Dû à sa morphologie et sa localisation géographique stratégique, le golfe favorise le franchissement de la Sicile par les oiseaux migrateurs d'Afrique du Nord, notamment au printemps, représentant une « ligne directrice », c'est-à-dire un espace située le long de la voie de passage préférentielle des espèces migratrices ; plus de 45 000 oiseaux aquatiques ont été relevés entre février et avril.
L'avifaune est riche et se compose de 154 espèces observées. La mosaïque agricole favorise la nidification de certaines espèces d'intérêt communautaire notable comme le Faucon crécerellette (Falco naumanni), l'Œdicnème criard (Burhinus oedicnemus), le Glaréole à collier (Glareola pratincola), l'Alouette calandre (Melanocorypha calandra), l'Alouette calandrelle (Calandrella brachydactyla), le Rollier d'Europe (Coracias garrulus) et la Cigogne blanche (Ciconia ciconia). La taille de ces populations est d'une importance stratégique pour la conservation au niveau national, tout comme la présence d'habitats pseudo-steppes désormais rares en Sicile,.

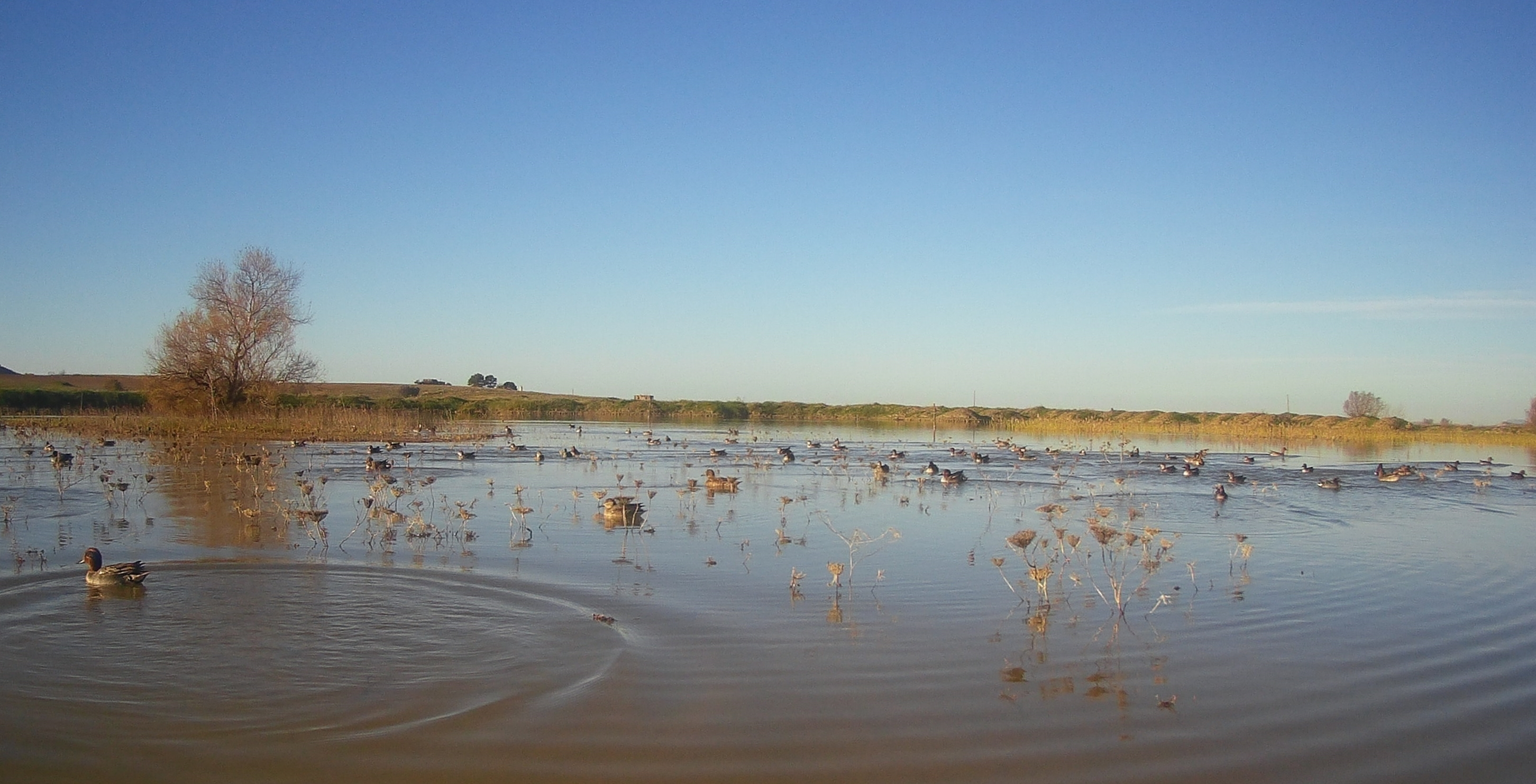
Après les interventions de restauration environnementale de l'été 2020, les zones humides se sont renaturalisées et ont commencé à accueillir des centaines d'espèces d'oiseaux aquatiques.

En hiver, la formation de marais temporaires favorise la présence d'oiseaux aquatiques hivernants comme le vanneau huppé (Vanellus vanellus) et le pluvier doré (Pluvialis apricaria).
Les petits animaux trouvent refuge dans les tas de pierres créés par les gardiens de la réserve naturelle, offrant ainsi de précieux macro-habitats aux reptiles tels que la couleuvre aux yeux rouges (Zamenis lineatus), la couleuvre léopard (Zamenis situla) et le lézard sicilien (Podarcis waglerianus). D'autres reptiles remarquables dans la région sont le lézard vert européen (Lacerta bilineata) et le scinque ocellé (Chalcides ocellatus). En outre, à Geloi, il existe 80 espèces de coléoptères, dont la rare mouche espagnole (Lytta vesicatoria) et le membre anthicidé Anthelephila caeruleipennis, rapporté pour la première fois en Italie à Geloi. Parmi les mammifères, Geloi accueille une grande population de lérot  (Eliomys quercinus) et de hérissons européens ( Erinaceus europaeus ).

## Flore

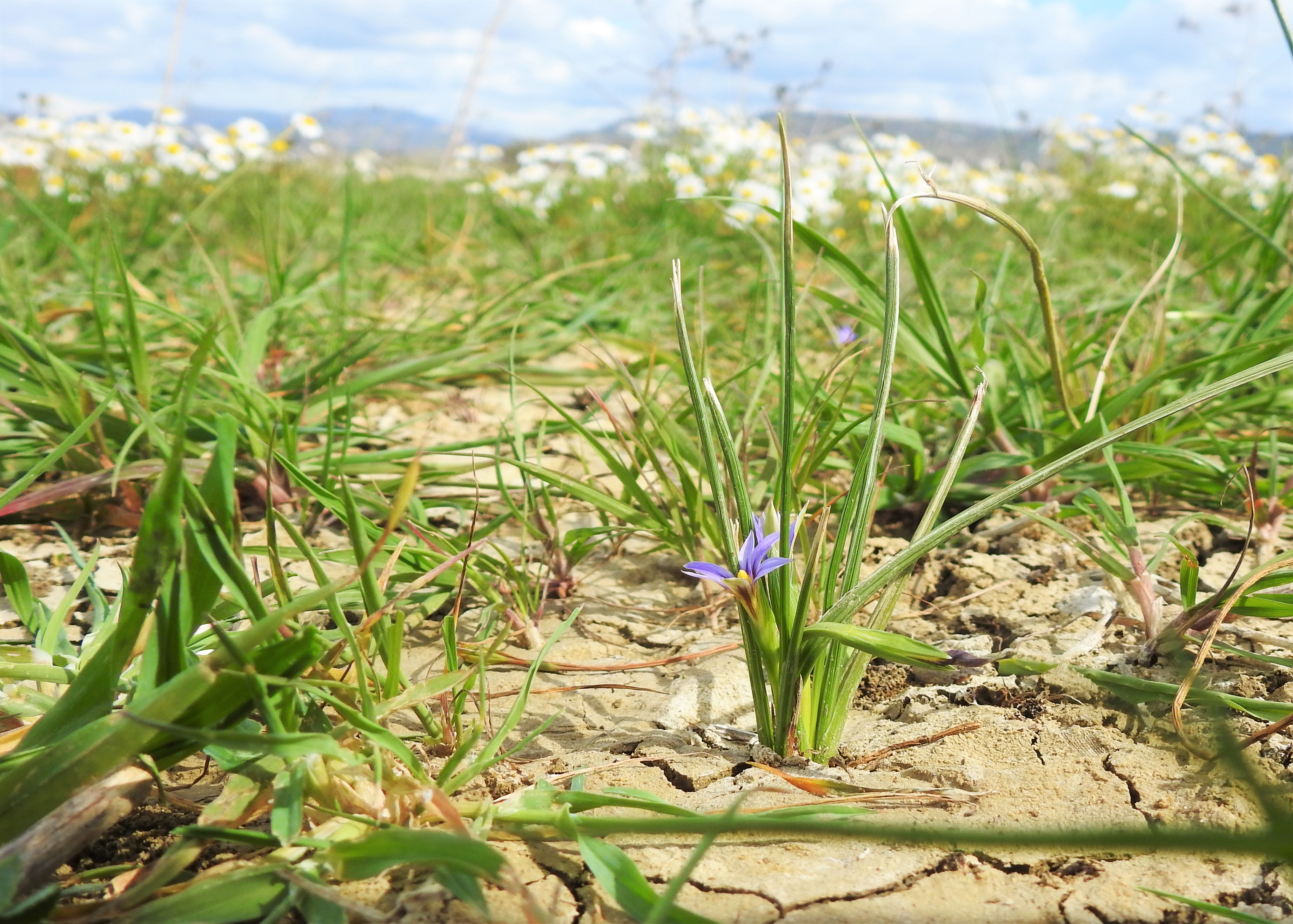
Romulea ramiflora 10. subsp. ramiflora avec Chamaemelum fuscatum (Brot.) Vasc. sur fond. Les espèces poussent sur des sols argileux.

Le site présente un biotope semi-naturel diversifié, qui comprend également le milieu désormais rare des marais saumâtres temporaires sur des sols alluvionnaires holocènes à dominante argileuse.  Ces milieux sont situés au sein d'une mosaïque agricole avec des cultures extensives et des étendues steppiques-céréalières.  Il existe des réseaux de drainages, des ruisseaux torrentiels, des mares, des fossés, des lacs artificiels et des points d'eau, dans lesquels la végétation halophile a des formations très spécialisées et représentées par des communautés végétales de Sarcoconietea fruticosae, des plantes succulentes annuelles de Thero-Suaedetea Rivas-Martínez 1972 et  des pelouses printanières éphémères de Saginetea maritimae.
Jusqu'à la fin du printemps, les marais persistants abritent une riche avifaune migratrice qui se repose ou hiverne. Ils présentent ainsi une végétation de joncs épais dominés par Juncus subulatus et des roseaux de Phragmites australis.

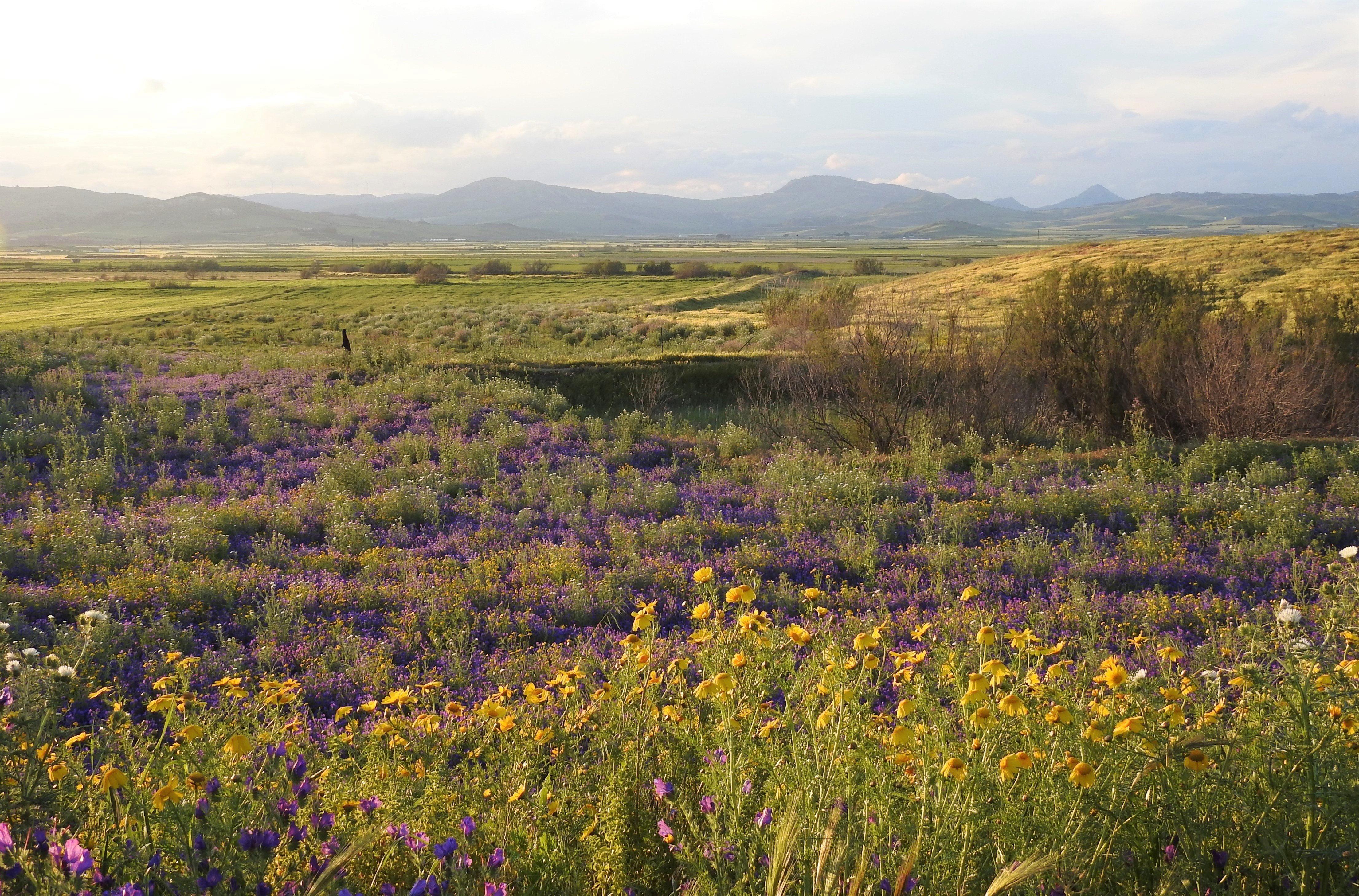
Panorama de Geloi Wetland au printemps, avec viperina fleurit en violet et Glebionis coronaria en jaune.

Dans les zones marécageuses poussent des fleurs rares comme Damasonium bourgaei (Alismataceae), Romulea ramiflora (Iridaceae) et, à floraison tardive, Lythrum tribracteatum et L. hyssopifolia (Lythraceae).
Dans les zones de prairie, des communautés hygrophiles végètent, marquées par la présence de phanérophytes spontanés tels que Tamarix gallica et Tamarix africana (Tamaricaceae). Ils alternent avec des éléments nitrophiles, buissonnants et herbacés, de genre Suaeda, Salsola (Chenopodiaceae), Atriplex (Amaranthaceae), Spergularia (Caryophyllaceae) et Frankenia (Frankeniacea). Les étendues plates qui s'assèchent au début du printemps abritent d'abondantes prairies de Chamaemelum fuscatum (Asteraceae) et de Ranunculus trilobus (Ranunculaceae). Les collines, qui limitent géographiquement le territoire de Geloi, abritent des vergers mixtes, des oliveraies, des rangées d'arbustes à Olea europaea var. sylvestris et d'autres espèces méditerranéennes plantées grâce à un financement européen promu par le Fonds européen agricole pour le développement rural (FEADER). 
Les champs incultes et vallonnés, quant à eux, voient pousser des espèces rares d'orchidées sauvages, comme l'endémique Serapias orientalis subsp.  siciliensis et Orchis italica.

## Installations d'hébergement
La Piana di Gela est traversée par la Via Francigena Fabaria, une route de pèlerinage qui part de la forteresse de la cathédrale normande d'Agrigente, continue le long de la côte jusqu'à Gela et de là vers la piana di Lentini et le fleuve Simeto. Tout en passant par des parcs tels que l'Oasi del Simeto, pour un sentier de randonnée de 300 km de longueur. De cette route, on peut admirer la mer Méditerranée et le profil de l'Etna, le plus haut volcan européen.
Le Comité d'accueil des aires de repos de la Via Fabaria à Gela, Niscemi et Caltagirone s'occupe de la signalisation, de la réparation et du nettoyage de cette route et accueille les pèlerins.

## Activités naturalistes
À Geloi, les « Journées Cicogna  » sont organisées, des événements au cours desquels des volontaires de la Ligue italienne pour la protection des oiseaux (LIPU) invitent les participants à observer de près, sans déranger, la nidification de la cigogne blanche. 
La section LIPU de Niscemi organise des promenades, des trekkings, des excursions, des ateliers et des balades à vélo.